# Suphanburi Football Club
Il Suphanburi Football Club (Thai สโมสรฟุตบอลจังหวัดสุพรรณบุรี ) è una squadra professionistica di calcio a 11 di Suphanburi. Attualmente disputa il campionato di Thai League 2.

## Palmarès

### Altri piazzamenti
- Thai League:

2015
- Thai FA Cup:

Semifinalista: 2014
- Thai League 2:

Secondo posto: 2012